# Битів

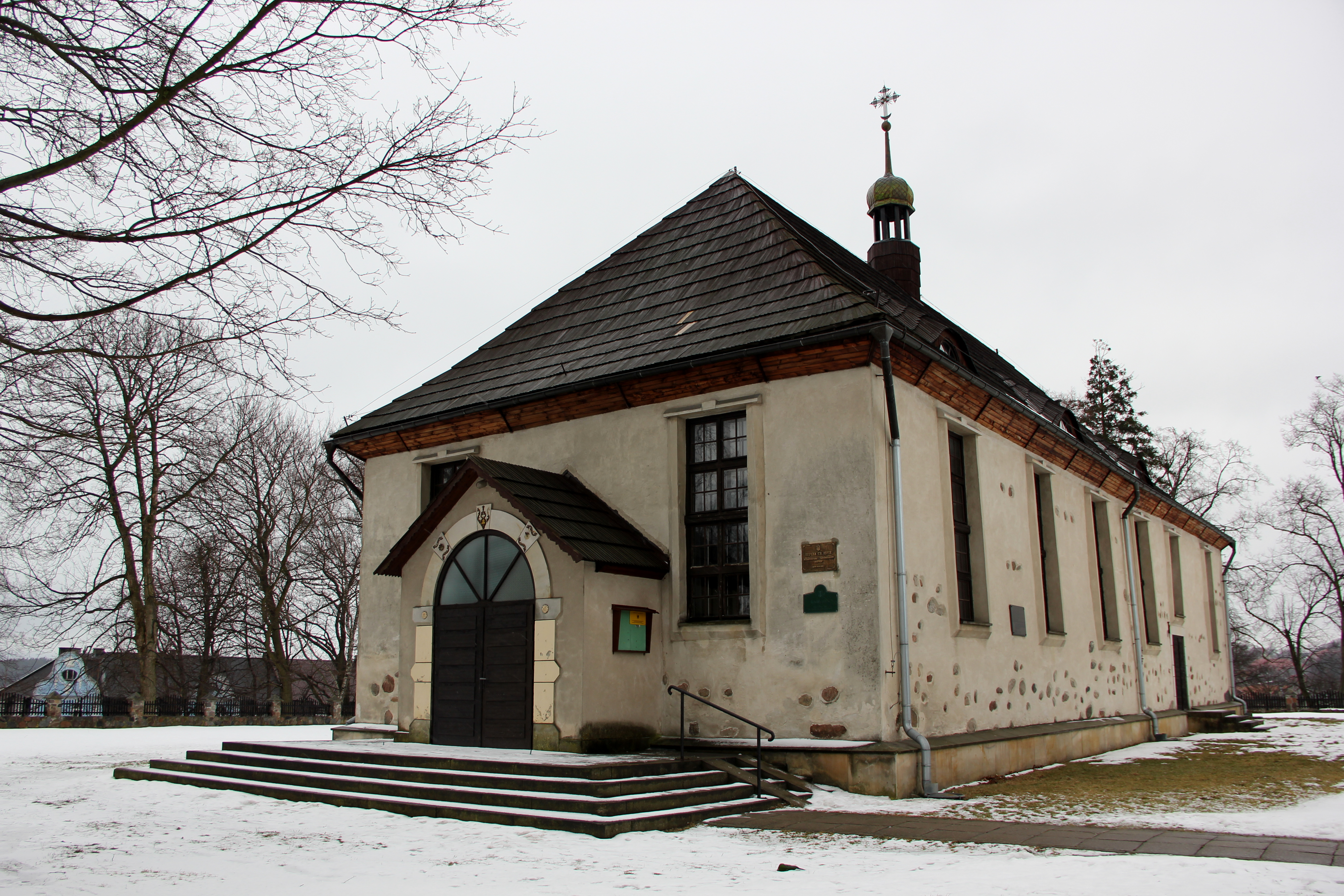
Церква святого Юрія

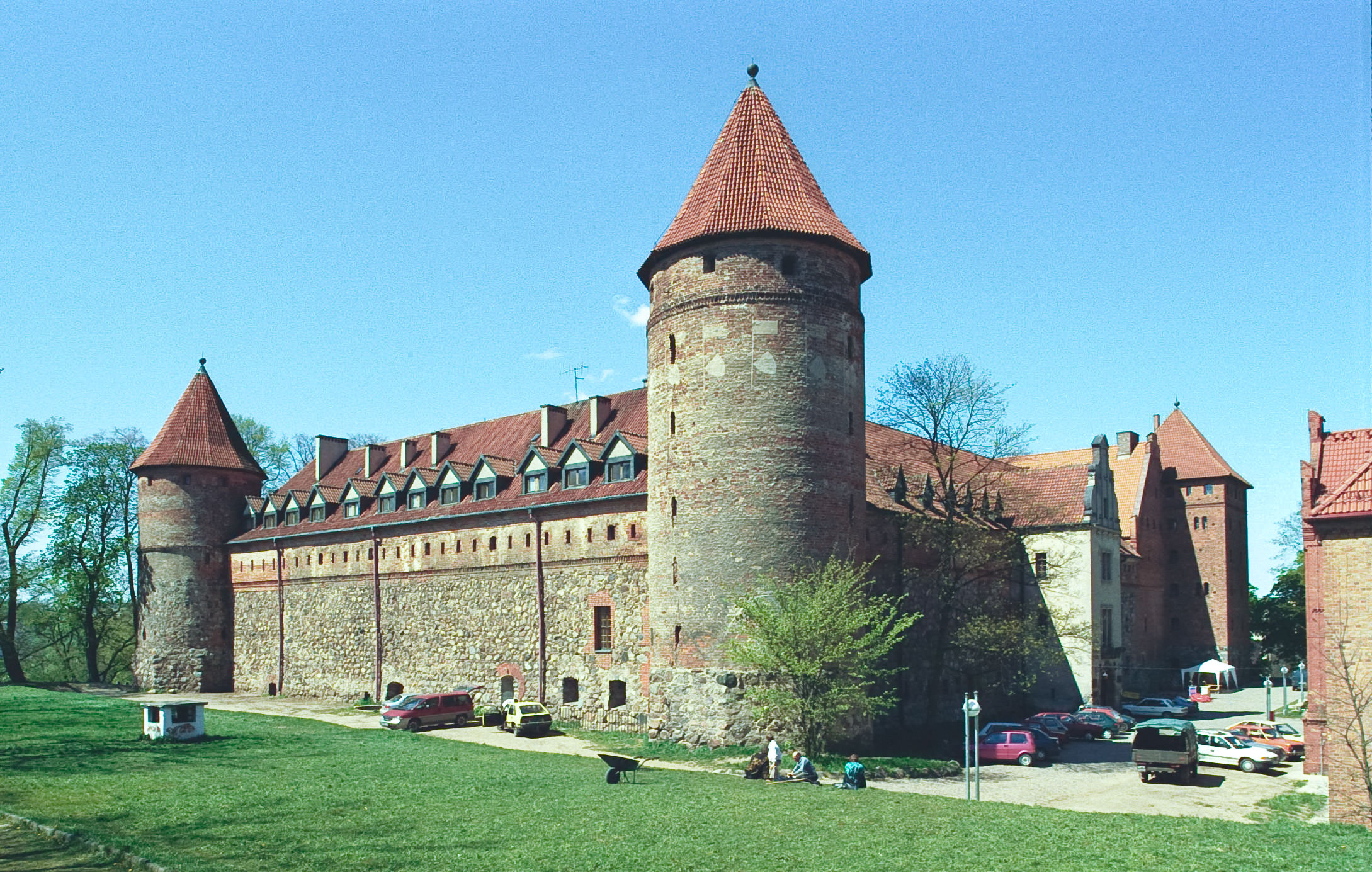
Замок

Би́тів (пол. Bytów польська: [ˈbɨtuf] ( прослухати); каш. Bëtowò; нім. Bütow [ˈbyːtoː]) — місто в північній Польщі, на річці Битова. Адміністративний центр Битівського повіту Поморського воєводства.
Велика українська громада є результатом Акції Вісла. У місті діє українська церква святого Юрія, щорічно проводиться Битівська Ватра.

## Демографія
Демографічна структура станом на 31 березня 2011 року:
|          | Загалом | Допрацездатний вік | Працездатний вік | Постпрацездатний вік |
| -------- | ------- | ------------------ | ---------------- | -------------------- |
| Чоловіки | 8269    | 1773               | 5816             | 680                  |
| Жінки    | 8852    | 1673               | 5508             | 1671                 |
| Разом    | 17121   | 3446               | 11324            | 2351                 |

## Міста-побратими[7]
- Маркарід (Швеція)
- Заліщики (Україна)
- Франкенберг (Німеччина)
- Вінона (США)
- Гданськ (Польща)

## Походять з Битова
- Кшиштоф Чечот — актор і драматург.
- Герман Ґуцман — німецький лікар, один із піонерів фоніатрії.
- Чеслав Лянґ — спортивний діяч і організатор Tour de Pologne i Škoda Auto Grand Prix MTB.
- Роман Малек — проф. доктор, польський китаєзнавець, священик Згромадження Слова Божого (Вербісти), директор синологічного інституту Monumenta Serica в Санкт Авґустіні коло Бонна в Німеччині.
- Рафал Мохр — польський актор театру і кіно.
- Едмунд Внук-Ліпінскі — польський соціолог (проф.), засновник і перший директор Інституту політичних досліджень Польської академії наук в Варшаві.
- Єжи Єшке — польський музичний актор, вокаліст-співак, високий роковий баритон.
- Христина Камінська — польський адвокат, спеціаліст з історії управління та загальної історії держави і права.
- Барбара Космовська — авторка книг для молоді.
- Лешек Пенкальскі — серійний вбивця, також відомий, як «Вампір з Битова».
- Аґнєшка Хендель — німецька фотомодель і співведуча програми Die Niels Ruf Show в 2008—2012 роках, міс Playmate 2006 Germany, a також Міс Playmate Lipca 2006 в польському місячнику Playboy.
- Наталія Шредер — польська співачка, авторка пісень і телеведуча.